# Evangelisches Krankenhaus Hattingen

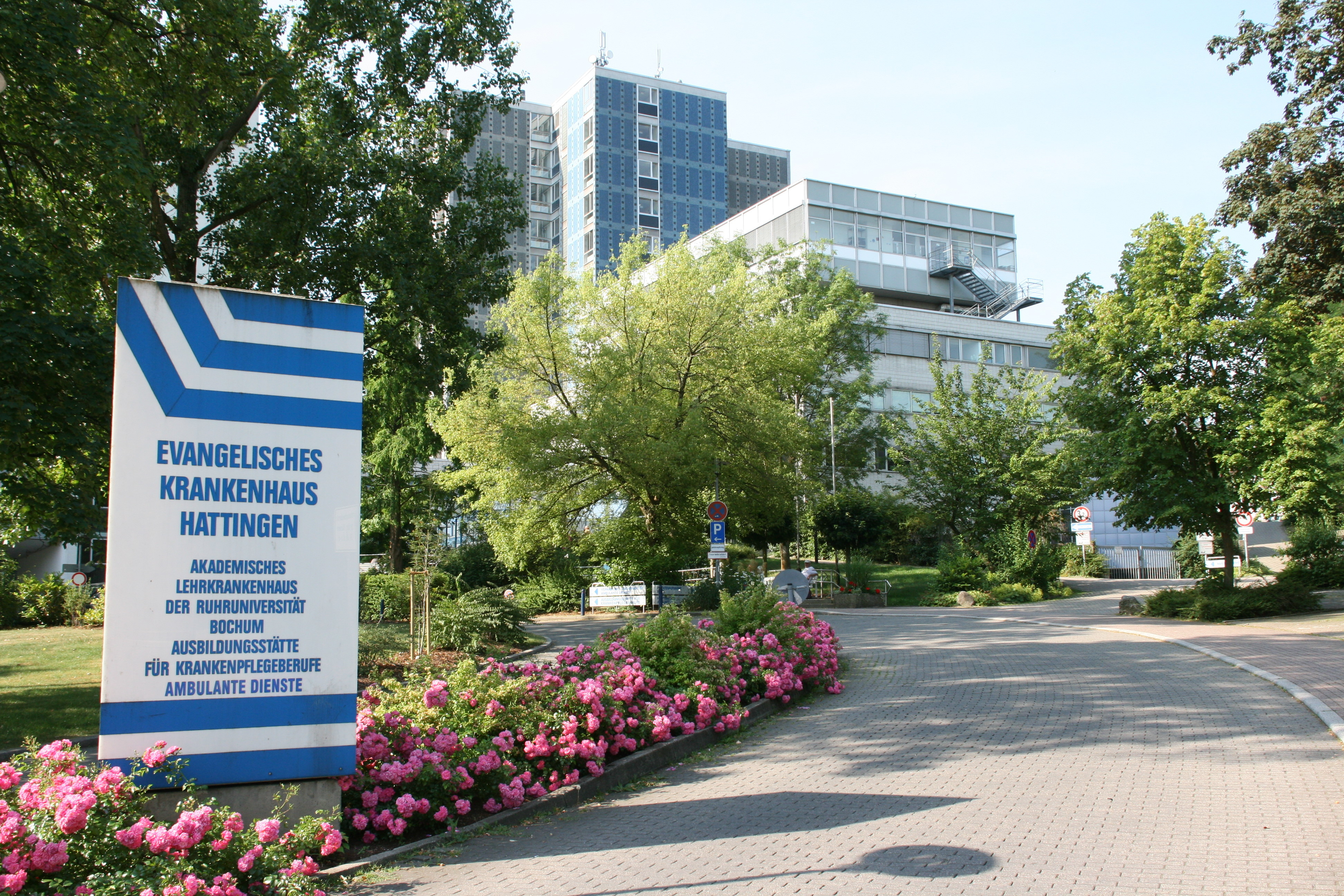
Evangelisches Krankenhaus Hattingen

Das Evangelische Krankenhaus Hattingen ist ein Krankenhaus in Hattingen. Es befindet sich heute in der Trägerschaft der Evangelischen Stiftung Augusta. Es ist ein Akademisches Lehrkrankenhaus der Universität Duisburg-Essen. 

## Geschichte
Das Haus wurde am 29. September 1901 eingeweiht. Es verfügte zu Beginn über 50 Betten. Der Pflegesatz betrug 6 Goldmark in der Ersten, 4,50 Goldmark in der Zweiten und 2 Goldmark in der Dritten Klasse.
Die Geburtshilfe wurde im Dezember 2007 aus Kostengründen geschlossen.

## Struktur
Das Haus hat 264 Betten. Zu den Abteilungen zählen Innere Medizin, Chirurgie, Neurologie, Hals-Nasen-Ohrenheilkunde und Mund-Kiefer-Gesichtschirurgie.